# Luther Johnson Jr.
Ne doit pas être confondu avec Luther Johnson.
Pour les articles homonymes, voir Luther Johnson et Johnson.
Luther Johnson Jr. est un chanteur, guitariste américain de blues, né à Itta Bena, Mississippi, le 11 avril 1939 et mort à Miami le 25 décembre 2022.

## Biographie
Comme son homonyme Luther Johnson, il a été guitariste de Muddy Waters.
En 1985, il remporte le Grammy Award for Best Traditional Blues Album pour sa participation à Blues Explosion.

## Discographie
- Ma Bea's Rock (1975) (with Jimmy Johnson)
- Luther's blues (1977, Black & Blue)
- I Changed (1979)
- Doin’ the Sugar Too (1984)
- I Want to Groove With You (1990)
- It’s Good to be Me (1992)
- Country Sugar Papa (1994)
- Slammin on the West Side (1996)
- Got to Find a Way (1998)
- Talkin' About Soul (2001)